# 山葉愛將SR150
愛將SR-150是台灣山葉機車公司生產的四行程氣冷單缸商用機車。

## SR150/SR150S/SR150E
1991年，台灣山葉機車公司 （页面存档备份，存于）（YAMAHA MOTOR TAIWAN）以日本山葉Yamaha Serow-225與TW-225引擎為原型，縮小引擎規模後成為SR150，本車設計師為林時旭，機車引擎族系為3UR，車體部份則採用跟SRX250相似的環抱搖籃式車體，前燈採用方燈設計，儀錶為方型並擁有速率錶及油量錶。
本車款於1991年正式在台發售與開放領牌車籍，並於2008年12月停產。

## 其他車型
SR150（3UR 引擎）在台灣生產年間為1991年-2008年，中國車型SR150C/W型與SRZ150亦為林時旭設計，SRZ150為中國市場改款車型，由港星劉德華代言
本車亦有授權生產於中華人民共和國、墨西哥等地區，目前台灣、中華人民共和國、墨西哥
中華人民共和國重慶建設JS JYM150ESD系列 已停產
泰國Stallions Motor Centaur Cafe Mega 150系列 已停產

## 詳細規格
- 全長：2,050mm
- 全寬：770mm
- 全高：1,055mm
- 座高：755mm
- 軸間距離：1,315mm
- 最低地上高：140mm
- 基本重量：134kg
- 最小回轉半徑：2100mm
- 引擎開始打刻號碼：3UR-000101
- 引擎型式：單頂上凸輪(SOHC),四行程氣冷式引擎
- 汽缸排列：單缸前傾式
- 總排氣量：147cm3
- 缸徑X行程：57X57.8mm
- 壓縮比：10.5:1
- 壓縮壓力：8.5kg/cm2/360r.p.m
- 起動方式：電動/腳踩
- 油箱容量：13L
- 化油器型式/廠牌/數量：BS26/MIKUNI/1
- 火星塞型式/廠牌/數量：D8EA/NGK/1
- 傳動機構
  - 一次減速比：71/22(3.227)
  - 二次減速比：47/15(3.133)
- 變速箱型式：五段常嚙合齒輪式
  - 一檔齒輪比：34/12(2.833)
  - 二檔齒輪比：29/16(1.813)
  - 三檔齒輪比：30/22(1.364)
  - 四檔齒輪比：27/24(1.125)
  - 五檔齒輪比：25/27(0.926)
- 化油器油嘴號數：主噴油口 #130 油針：4DH8-3
- 車架型式：鐵質雙搖籃式車架
  - 傾斜度：27°
- 輪框及輪胎：
  - 前輪 3.00-17 4PR有內胎式
  - 後輪 3.00-17 4PR有內胎式
- 前避震器規格及數目：33mm油壓筒望遠鏡式前減震器 /2
- 後減震器規格及數目：'搖臂式雙槍 /1
- 點火系統規格及廠牌：C.D.I.（電容放電） /士林電機 SHIHLIN
  - 點火正時： 9°(1200r/min) 29°(5000r/min)
- 大燈規格：方燈 35/35W X 1

## 外部連結
1. 台灣山葉機車公司《愛將SR150維修手冊》
2. 重慶建設
3. Stallions Motor